# 산드라 밀로
산드라 밀로(Sandra Milo, 1933년 3월 11일~2024년 1월 29일)는 이탈리아의 배우이다. 나스트로 디아르젠토 여우조연상 2회(1964, 66) 수상자이다.

## 출연 작품
- 마이 비러브드 에너미(2018)
- 살바트리체 - 어 포트레이트 오브 산드라 밀로(2017)
- 바치 살라티(2012)
- 플라이아노(2010)
- 더 스트레인지 나잇(1967)
- 영혼의 줄리에타(1965)
- 우먼 이즈 어 원더풀 띵(1964)
- 썸머 프렌지(1964)
- 8과 1/2(1963)
- 바니나 바니니(1961)
- 빅 리스크(1960)
- 로베라의 장군(1959)